# 袁家庄街道
袁家庄街道，是中华人民共和国陕西省汉中市佛坪县下辖的一个街道办事处。
2015年，陕西省民政厅批复同意撤销袁家庄镇，设立袁家庄街道办事处。

## 行政区划
袁家庄街道下辖以下地区：
袁家庄社区、黄家湾村、袁家庄村、塘湾村、东岳殿村、王家湾村、老庵村、桃园村、关沟村、肖家庄村和石印沟村。